# Cratere Tsuki-Yomi
Tsuki-Yomi è un cratere sulla superficie di Rea.